# Vratislav Blažek
Vratislav Blažek (31. srpna 1925 Náchod – 28. dubna 1973 Mnichov, Německo) byl český textař, dramatik a filmový scenárista. Nejvíce ho proslavily scénáře k muzikálům Starci na chmelu, Dáma na kolejích a k filmu Světáci. Publikoval také pod pseudonymy Musil, Vladimír Kotouč, V. Klégr-Honduraský, V. Klégr a Vrátíček Blažků.

## Život
Narodil se v Náchodě jako druhorozený syn Antonína a Boženy Blažkových. V září 1936 začal chodit na reálné gymnázium v Náchodě, v kvartě byl však vyloučen. Poté byl v učení v drogerii. V roce 1943 studoval na grafické škole Officina Pragensis Jaroslava Švába. V roce 1944 byl přijat na Umělecko-průmyslovou školu v Praze, škola však byla uzavřena. V letech 1944 až 1945 byl totálně nasazen v náchodské továrně na pneumatiky. V roce 1945 byl přijat na Akademii výtvarných umění v Praze, po první semestru přešel na  Umělecko-průmyslovou školu do malířské třídy Emila Filly. Školu však nedokončil, od roku 1948 byl zaměstnán jako dramaturg (a později i scenárista) u Československého státního filmu.
Již při studiu si přivydělával psaním do několika satirických časopisů (např. Dikobraz). V této době začala jeho autorská spolupráce s Divadlem satiry, v roce 1947 tam měla premiéru satirické pásmo Ferda-sirky-zeměkoule, na jehož scénáři se podílel. Dále pracoval jako dramaturg a scenárista pro film a divadlo, psal také písňové texty.
V roce 1948 uzavřel sňatek s Hanou Jelínkovou, v roce 1951 se jim narodila dcera Hana. V červnu 1968 podepsal Dva tisíce slov, v srpnu 1968 se podílel na tajném vysílání Československé televize. Koncem srpna emigroval s rodinou přes Rakousko do Německa. Poté byl v normalizační ČSSR zakázán a ignorován.[zdroj?] V Německu žil v Ingelheimu a Mnichově, pracoval tam jako televizní scenárista. V roce 1969 pozbyl československé občanství. Zemřel v Mnichově v roce 1973 na srdeční infarkt. V roce 1990 byly jeho ostatky převezeny do rodného Náchoda.
V roce 1965 získal cenu Trilobit za scénář k filmovému muzikálu Starci na chmelu. V roce 1969 mu byl udělen čestný titul Zasloužilý umělec, z exilu v Německu ho však odmítl převzít.
In memoriam získal v roce 1975 Cena Egona Hostovského za knihu Mariáš v Reykjavíku, která byla výborem z jeho korespondence s Václavem Táborským. In memoriam mu bylo také v roce 1990 udělené čestné občanství města Náchod.

## Dílo

### Drama
- Král nerad hovězí, 1947[5]
- Kde je Kuťák?, 1948 hra byla vykládána jako kritika socialismu a urážka pracujícího lidu, proto byla ihned (po 4 dnech) zakázána a divadlo bylo rozpuštěno. Pravděpodobně se jednalo o poslední satirickou hru v Československu na dlouhou dobu. Jednalo se o jakousi alegorii současnosti, kde autor použije motiv potopy světa, kdy se na Archu plující ke „šťastným zítřkům“, nedostanou pouze pracující lidé, ale i tzv. „příživníci a paraziti společnosti“.
- Pan Barnum přijímá, 1952 komedie
- Třetí přání, 1958 komedie
- Příliš štědrý večer, 1960 tato hra byla velmi kritická a je spíše překvapením, že se hrála, protože nenapadá drobné nešvary socialismu, ale přímo systém.
- Šeherezáda, 1967 komedie

### Scénáře
- Hudba z Marsu (námět, spolupráce na scénáři)
- Návštěva z oblak (námět, spolupráce na scénáři)
- Tři přání
- Chlap jako hora
- Dva z onoho světa
- Starci na chmelu
- Dáma na kolejích
- Světáci

Dále je autorem textů k celé řadě písní, které časem zlidověly (např. Den je krásný, Dáme si do bytu – což byla také první filmová písnička, Lékořice). Napsal také monografii o Věře Čáslavské, která vyšla v roce 1968.

## Blažek jako literární postava
Spisovatel Josef Škvorecký, jenž stejně jako Vratislav Blažek pocházel z Náchoda, zpracoval jeho osudy ve svém románě Příběh inženýra lidských duší. Blažek se v něm objevuje pod jménem Vratislav Blažej prostřednictvím dopisů, jež v průběhu několika desetiletí napsal protagonistovi knihy Danny Smiřickému a v nichž s ironickým humorem komentuje dramatické zvraty svého života. Styl těchto dopisů je zřetelně autentický, jak lze doložit srovnáním s výborem z Blažkovy korespondence Mariáš v Reykjavíku, vydaného v exilovém nakladatelství manželů Škvoreckých Sixty-Eight Publishers.